# Ranomay
Ranomay est un fokontany de la commune rurale de tameantsoa dans la région Antsimo-Andrefana au sud ouest de Madagascar. Ranomay est notamment connu pour être un site ecotouristique communautaire en expansion ; et fait partie de la Nouvelle Aire protégée d'Amoron'i Onilahy.

## Geographie
Ranomay se situe dans la région d'Atsimo Andrefana du sud-ouest de Madagascar, district Betioky-Sud. A 4h de piste de Tuléar, en plein cœur du plateau Mahafaly.

## Site écotouristique
Le site de Ranomay est constitué de plusieurs richesses culturelles et naturelles en faisant un point d'intérêt écotourisme majeur. On compte notamment une forêt de 300 ha, un lac nommé par les habitants "Ranobe", d’une source thermale sommairement aménagée par les habitants et d’un gisement de sel gemme exploité artisanalement. 
Un gros projet de valorisation du potentiel écotouristique est en cours de développement avec l'ONG WWF (antenne WWF Madagascar) qui participe aussi au développement du village par le biais d'autres projets (micro irrigation, projet d'électrification solaire "Barefoot College")

## Histoire du village
Ranomay signifie littéralement en malgache « eau bouillante ». Le village tire son nom de sa source thermale très chaude, découverte dans les années 1950. Ranomay est bordé au nord par le fleuve Onilahy, et à l'est par le lac Ranobe, et encerclé par sa forêt aux fourrés épineux. C'est un village de l'éthnie Mahafaly, qui cohabite en paix avec les Antanosy qui vivent à l'autre rive du fleuve, au nord. De nombreux rites Mahafaly sont encore pratiqués dans le village de Ranomay; avec notamment la présence du gardien de lazo manga : le doyen du village qui est l'intermédiaire entre les dieux. Le village a gagné en stabilité et sécurité depuis l'instauration du Dina (règlement intérieur) puis du Dinabe afin d'introduire des règles de vies communautaires respectées par tous.

## Forêts épineuse endémique du sud ouest
La forêt de Ranomay fait partie des forêts aux fourrés épineux endémiques du sud ouest de Madagascar; raison pour laquelle Ranomay a été placé dans la nouvelle Aire Protégée Amoron'i Onilahy.

## Organisation et gestion des ressources naturelles
Une association communautaire légale appelée COBA : Communauté de base a été créée par les habitants de Ranomay, afin de s'entretenir sur toutes les questions liées au développement durable du village et à la gestion des ressources naturelles de ce dernier. La COBA de Ranomay a pris le nom de "COBA TSIFA".
Le site de Ranomay possède un contrat de transfert de gestion depuis 2002 (loi sur la GELOSE - Gestion locale sécurisée - de 1996). C'est le ministère chargé des Forêts et de la Pêche qui renouvelle ce contrat après s'être assuré de la capacité de gestion de la communauté de base. C'est la COBA TSIFA qui représente la partie prenante civile du village de Ranomay.
En même temps que la GELOSE, un TGRN (Transfert de gestion des ressources naturelles) avait été signé, et récemment renouvelé en Mai 2018. Le TGRN et la GELOSE garantissent aux locaux d'être maîtres de l'utilisation de leurs ressources naturelles indispensables à leur survie.